# Коронавірусна хвороба 2019 у Зімбабве
Коронаві́русна хворо́ба 2019 у Зімба́бве — розповсюдження пандемії коронавірусу територією Зімбабве.
Про виявлення першого випадку коронавірусної хвороби на території Зімбабве було заявлено 20 березня 2020 року.
Станом на 10 квітня 2020 року у країні 11 підтверджених випадків захворювання на COVID-19. 3 людини померло.

## Хронологія
20 березня 2020 року було підтверджено перший випадок коронавірусу у країні. Інфікованим виявився 38-річний чоловік з міста Вікторія-Фолз, який 15 березня прибув з Великої Британії транзитом через ПАР.